# All American Hockey League
La All American Hockey League (abbreviata in AAHL) è stata una lega semiprofessionistica di hockey su ghiaccio statunitense attiva tra il 2008 e il 2011.

## Storia
Nacque con il nome di All American Hockey Association (AAHA), per cambiarlo in quello definitivo a cavallo tra la prima e la seconda stagione.
La lega tuttavia non riuscì mai a decollare: nel corso della sua terza ed ultima stagione si ritirarono tutte le squadre tranne due, decretando la fine della lega.

## Albo d'oro
La coppa destinata ai vincitori dei play-off fu denominata Champions Cup nella prima stagione, Rod Davidson Cup nelle successive.
| Stagione  | Vincitore stagione regolare | Vincitore Champions Cup/Rod Davidson Cup |
| --------- | --------------------------- | ---------------------------------------- |
| 2008-2009 | Chi-Town Shooters           | Chi-Town Shooters                        |
| 2009-2010 | Chi-Town Shooters           | Evansville IceMen                        |
| 2010-2011 | Battle Creek Revolution     | Battle Creek Revolution                  |